# Lore Sandoz-Peter
Lore Sandoz-Peter est une entrepreneure suisse, née Lore Peter en 1899 à Bienne et morte le 9 octobre 1989 à Bienne. Elle devient la directrice générale de la première fabrique de manufacture horlogère Bulova établie en Suisse, à Bienne, qu'elle dirige pendant 34 ans (1927–1961).

## Jeunesse
Lore Peter voit le jour en 1899 à Bienne. Elle est la fille du directeur de la Banque cantonale bernoise à Bienne, Gottfried Peter. Elle passe son enfance à Radelfingen dans le Seeland et effectue sa scolarité obligatoire à Bienne, où elle poursuit ses études à l'école de commerce. Elle effectue aussi un stage aux Forces Motrices Bernoises.

## Carrière
Lore Peter travaille d'abord pendant 4 ans pour une banque biennoise à la liquidation d’une fabrique horlogère en faillite. Cette expérience lui permet d’acquérir une bonne compréhension de l’industrie horlogère. Après une année passée dans une société financière, elle est engagée en 1927 comme fondée de pouvoir par Ardè Bulova de la société horlogère américaine Bulova Watch Company pour son agence de Bienne, laquelle emploie alors une quarantaine de personnes. Durant cette même année, Lore Peter en prend la direction. Un nouveau bâtiment est construit, doublant la capacité des ateliers.
Dès 1941, elle prend le nom de Lore Sandoz-Peter à la suite de son mariage avec Jules Sandoz, (1903–1990) qui fut, pendant la Deuxième Guerre mondiale, l'un des trois adjudants du général Henri Guisan.

## Avant-gardiste
Devenue directrice générale, elle dirige la construction d’une nouvelle fabrique Bulova au Faubourg du Jura à Bienne. Ce bâtiment industriel ultramoderne, offrant de la place pour 900 employées et employés, est inauguré en 1950 et compte parmi les usines de montres les plus prestigieuses du pays. L’objectif de sa directrice est d'offrir des conditions de travail idéales avec un hall de production grand, lumineux et entièrement climatisé, ce qui est une rareté pour l’époque.
Cette vision contribue à mener Bulova au faîte de sa puissance et, en 1957, Lore Sandoz-Peter entre au conseil d'administration de la Bulova Watch Company à New York. Malgré une réputation d’être « stricte et parfois redoutée », Lore Sandoz-Peter s'est toujours intéressée au bien-être de son personnel. Elle a été l'une des premières à introduire dans son entreprise des horaires de travail flexibles pour les femmes, la semaine de 5 jours et un système de fonds de pension.
En 1961 vient la retraite et c’est tout d’abord son frère, Walther Peter, qui lui succède de 1962 à 1963, puis son mari, Jules Sandoz dès 1964 (Réf : Bulova : ein Bau der fünfziger Jahre : vom Denkmalnachweis zur schützenden Strategie), ce dernier ayant rejoint l’entreprise dès 1942. 
Lore Sandoz-Peter meurt le 9 octobre 1989 à Bienne et lègue une partie de sa fortune à la fondation « Lore Sandoz-Peter ». Cette dernière s’engage depuis 1990 pour soutenir les nécessiteux et les œuvres d’assistance en faveur des pauvres et des malades de Bienne. Depuis 2000, il existe à Bienne un rue qui porte son nom.